# Edison Denisov
Edison Vasiljevitj Denisov (Эдисо́н Васи́льевич Дени́сов, ryska), född 1929, död 1996, tonsättare, avlagt examen i mekanik och matematik. Efter kontakt med Sjostakovitj i början av 50-talet blev han uppmuntrad att yrkesmässigt ägna sig åt musik. Studerade för Vissarion Sjebalin. Började som traditionell tonsättare, men anammade i början av 1960-talet en hel del västerländska tekniker: seriell teknik, aleatorik, elektronik. Genombrottsverk är kantaten Inkasolen. Hans tidiga musik är komponerad i andra Wienskolans efterföljd. Den utmärks av en poetisk genomskinlighet, med tiden får hans musik en allt tyngre klangdräkt. Efter Sjostakovitjs död ansågs han av många i Västeuropa tillsammans med Alfred Schnittke vara Sovjetunionens främste tonsättare. I hemlandets officiella musiklivet innehade han en betydligt mer undanskymd plats fram tills Sovjetunionens fall.